# Pat Musick
Pat Musick é uma atriz e dubladora estadunidense.

## Filmografia

### Televisão
- All Grown Up - Harold Frumpkin
- Batman: Brave and the Bold" - Martha Wayne
- Disney's House of Mouse - Tony, Fiddler Pig,
- Duckman - Fluffy & Uranus (and later Charles)
- Extreme Ghostbusters - Janine Melnitz
- House MD(2004)1ª Temporada
- Mickey Mouse Works - Slimy, Flasher
- The Buzz on Maggie - Dawn's lackeys, Ugly Bug
- Saber Rider and the Star Sheriffs - April Eagle
- The Further Adventures of Superted - Prince Rajeesh
- The Smurfs - Snappy Smurf
- Teenage Mutant Ninja Turtles - Mona Lisa
- The Twisted Tales of Felix the Cat -
- The Life and Times of Juniper Lee - Eloise
- The Tick - Meriem Brunch: The Mad Nanny, The Bee Twins, Tuun-La: Not of this Earth
- ThunderCats - Albo
- Wake, Rattle, and Roll - Angel, Elsa

### Filmes
- An American Tail - Tony
- Batman: Gotham Knight
- An American Tail: The Mystery of the Night Monster - Tony
- An American Tail: The Treasure of Manhattan Island - Tony
- Rockin' with Judy Jetson - Fanclub Member, Starr, Zowie
- Scooby-Doo and the Ghoul School - Elsa Frankensteen
- Scooby-Doo and the Reluctant Werewolf - Vanna Pire
- Who Framed Roger Rabbit - Slimy, Flasher
- Thumbelina - Mrs. Rabbit